# Autoba tristalis
Autoba tristalis är en fjärilsart som beskrevs av John Henry Leech 1889. Autoba tristalis ingår i släktet Autoba och familjen nattflyn. Inga underarter finns listade i Catalogue of Life.